# Hilduin de Vendeuvre
Hilduin de Vendeuvre est un religieux français du début du XIIIe siècle, évêque de Langres de 1200 jusqu'à sa mort en 1203.

## Famille
Il est le fils de Laurent de Vendeuvre, seigneur de Vendeuvre (région de Bar-sur-Seine, actuelle Aube), et d'Ermesende de Sens, vicomtesse de Sens

## Biographie
Il est trésorier de la cathédrale de Sens en 1170, puis doyen du chapitre cathédrale Saint-Mammès de Langres vers 1189, et enfin évêque de Langres de 1200 jusqu'à sa mort en 1203.
En 1196, il plaide à la cour de Rome contre son évêque Garnier de Rochefort pour dilapidation des biens du chapitre, ce qu'il obtient du pape Innocent III en 1199.
Il est ensuite accusé d'avoir poursuivi avec trop d'acharnement son prédécesseur dans l'intention d'obtenir sa place, ce qui entraîne l'annulation de son élection par le pape Innocent III, même si elle est confirmée peu après,.
Il meurt le 11 ou 13 août 1203,.